# Kalmusaari (ö i Kymmenedalen)
Kalmusaari är en ö i Finland. Den ligger i sjön Pyhäjärvi och i kommunen Itis i den ekonomiska regionen  Kouvola ekonomiska region  och landskapet Kymmenedalen, i den södra delen av landet, 110 km nordost om huvudstaden Helsingfors. Öns area är 2,5 hektar och dess största längd är 250 meter i sydöst-nordvästlig riktning.